# Ford C-3
Ford C-3 – amerykański samolot transportowy z lat 30. XX wieku, używana przez United States Army Air Corps (USSAC) wojskowa wersja samolotu Ford Trimotor 4-AT-13.

## Historia
W lutym 1928 USAAC zakupił jeden egzemplarz samolotu transportowego Ford Trimotor (4-AT-13) do jego ewaluacji do roli lekkiego samolotu transportowego i pasażerskiego. 8 lutego samolot został dostarczony do bazy Wright Field, gdzie otrzymał oznaczenie XC-3 (numer seryjny 28-348), po zakończeniu testów został przemianowany na C-3 i wszedł do normalnej służby. W czasie służby samolot wielokrotnie powracał do Wright Field lub Fairfield Air Depot, gdzie używany był do różnego rodzaju testów. Został wycofany ze służby w lipcu 1932.
Zamontowane na skrzydłach silniki samolotu miały unikatowy i skomplikowany system wydechowy, który odprowadzał gazy spalinowe poprzez krawędź natarcia skrzydła ponad jego górna powierzchnią. Poważnym problemem takiego rozwiązania była bliskość gorących rur wydechowych do znajdujących się w skrzydłach zbiorników paliwowych. Po zmianie tego systemu na mniej złożony i bardziej tradycyjny, w 1929 Armia zakupiła dziewięć następnych samolotów (numery seryjne: 29-220/226) tego typu, z silnikami o większej mocy, które otrzymały oznaczenie C-3A. W latach 20. i 30. zwyczajowo przydzielano tylko jeden lub dwa samoloty transportowe do każdej bazy USAAC i siedem samolotów C-3A służyło w sześciu różnych bazach Bolling Field, Brooks Field, Fort Crockett, Mitchel Field, Selfridge Field i Wright Field.
W połowie 1929 wszystkie siedem C-3A otrzymało nowe silniki o większej mocy i - zgodnie z ówczesnymi zasadami nazewnictwa samolotów Armii - nowe oznaczenia: C-9. Wszystkie samoloty tego typu zostały wycofane ze służby do końca 1936.
Ostatni z C-9, numer seryjny 29-226, został w styczniu 1936 użyty do przeprowadzenia testów odporności samolotów krytych metalem na ogień z karabinów maszynowych. Zbiorniki paliwa zostały częściowo napełnione benzyną lotniczą i włączono silniki samolotu pracujące na niskich obrotach. Samolot został dwukrotnie ostrzelany dwoma długimi seriami i na początku trzeciej serii stanął w płomieniach. Płonący samolot został całkowicie zniszczony w wybuchu, a eksperyment dowiódł niezaskakujących wniosków, że karabiny maszynowe są skuteczną bronią przeciwko stojącym na ziemi i nieruchomym samolotom.

## Dane techniczne
| Model   | Silniki              | Moc silników (KM) | Masa własna (kg) | Prędkość maks. (km/h) | Prędkość przel. (km/h) | Zasięg (km) | Liczba miejsc/ładunek (kg) | Uwagi              |
| ------- | -------------------- | ----------------- | ---------------- | --------------------- | ---------------------- | ----------- | -------------------------- | ------------------ |
| XC-3/C3 | Wright J-4 Whirlwind | 200               | 4173             | 186                   | 161                    | 805         | 10/680                     | Nr ser. 28-348     |
| C-3A    | Wright R-790-3       | 235               | 4595             | 212                   | 172                    | 917         | 11/782                     | Nr ser. 29-220/226 |
| C-9     | Wright R-975-1       | 300               | 4595             | 212                   | 172                    | 917         | 11/782                     | Nr ser. 29-220/226 |